# Aradenakloof
De Aradenakloof (Grieks: Φαράγγι Αραδαίνας; Farángi Aradénas) is een kloof op het Griekse eiland Kreta. De kloof ligt in de Lefka Ori, oostelijk van de veel beroemdere Samariakloof, en komt in de buurt van het dorp Loutro uit in de Libische Zee.
De kloof is het smalst in de buurt van het sinds de jaren '50 verlaten dorp Aradena. De rotswanden gaan hier bijna loodrecht 138 meter omhoog. Op de grond is de breedte acht meter, boven bij de rand ongeveer 25. Sinds 1986 is hier een brug, gemaakt in opdracht van de in het nabijgelegen Agios Ioannis geboren zakenman Vardinogiannis, die in de Verenigde Staten fortuin had gemaakt. Dankzij de brug werden Agios Ioannis en Aradena over weg verbonden met Anopolis, Chora Sfakion en de rest van Kreta. Daarvoor waren de dorpen enkel bereikbaar via een pad dat door de kloof liep.
Een wandeling door de kloof is tegenwoordig goed te doen, doordat er een pad is aangelegd van de zee naar Aradena. In het dorp wordt enkel het middeleeuwse kerkje Agios Evstratios nog onderhouden. De woningen zijn, sinds ze verlaten zijn, vervallen geraakt.